# Akodon bogotensis
Akodon bogotensis је врста глодара из породице хрчкова (лат. Cricetidae). 

## Распрострањење
Врста има станиште у Венецуели и Колумбији.

## Станиште
Станишта врсте су шуме и травна вегетација, на висинама од 2.600 до 3.900 метара.

## Начин живота
Исхрана врсте Akodon bogotensis укључује инсекте. 

## Угроженост
Ова врста је наведена као последња брига, јер има широко распрострањење и честа је врста.